# Tigidia mathiauxi
Tigidia mathiauxi là một loài nhện trong họ Barychelidae. Loài này phân bố ờ Madagascar.